# Nebesa
Nebesa är ett berg i Tjeckien.   Det ligger i regionen Karlovy Vary, i den västra delen av landet, 100 km väster om huvudstaden Prag. Toppen på Nebesa är 634 meter över havet, eller 83 meter över den omgivande terrängen. Bredden vid basen är 0,52 km.
Terrängen runt Nebesa är huvudsakligen kuperad, men åt sydväst är den platt. Trakten runt Nebesa är nära nog obefolkad, med mindre än två invånare per kvadratkilometer. Närmaste större samhälle är Karlovy Vary, 17,8 km sydväst om Nebesa. I omgivningarna runt Nebesa växer i huvudsak blandskog.